# Perissomastix szunyoghyi
Perissomastix szunyoghyi är en fjärilsart som beskrevs av László Anthony Gozmány. Perissomastix szunyoghyi ingår i släktet Perissomastix och familjen äkta malar. Inga underarter finns listade i Catalogue of Life.